# Mariko Kaga
Mariko Kaga (加賀まりこ, Kaga Mariko), née le 11 décembre 1943 à Tokyo, est une actrice japonaise. Son vrai nom est Masako Kaga (加賀雅子, Kaga Masako).

## Biographie
Mariko Kaga commence sa carrière d'actrice en 1962.
En 2014, elle remporte le prix Kinuyo Tanaka lors de la 68e édition des prix du film Mainichi pour l'ensemble de sa carrière.

## Filmographie partielle

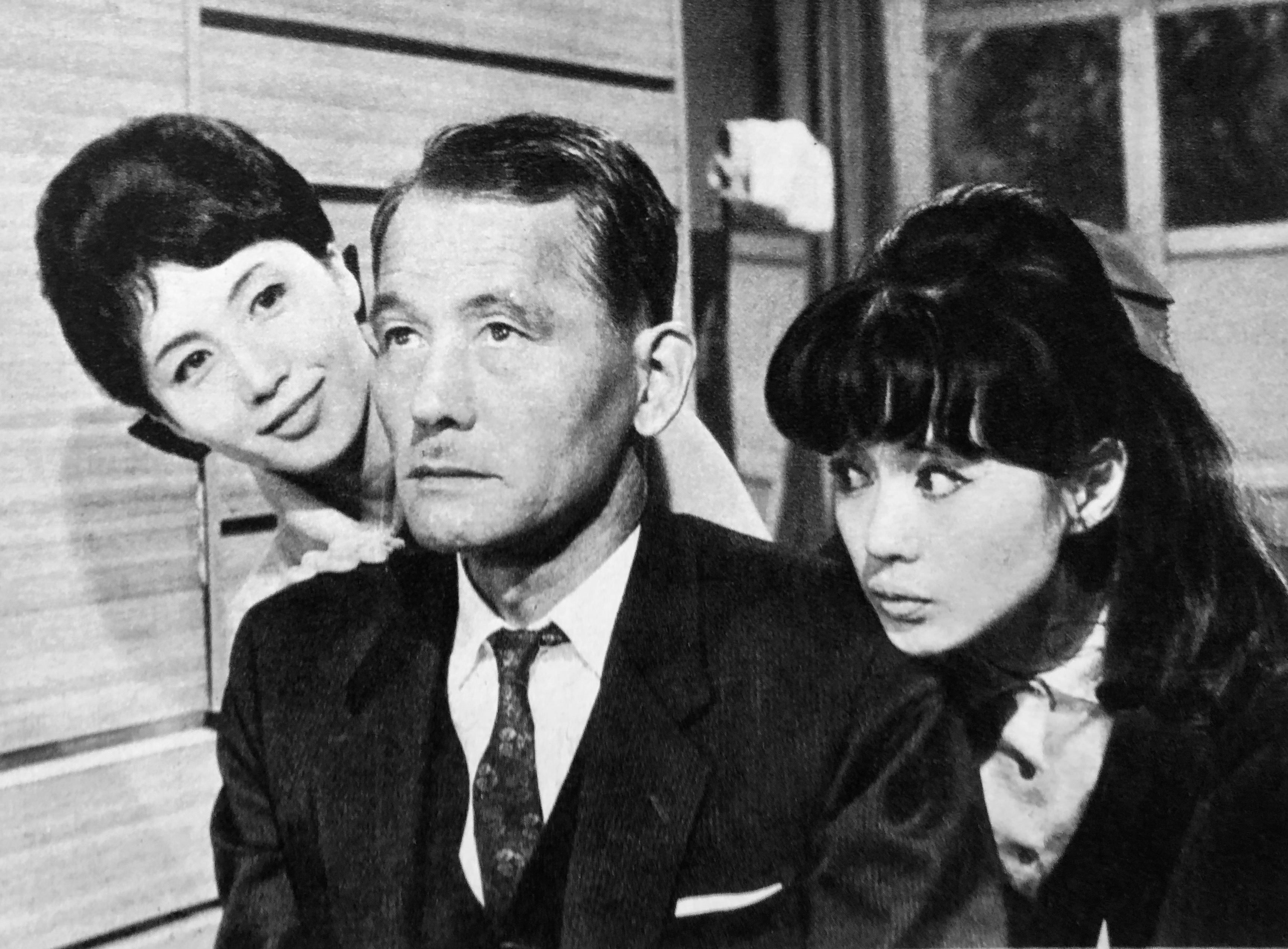
Shima Iwashita, Chishū Ryū et Mariko Kaga dans Le Radis et la Carotte (1965).

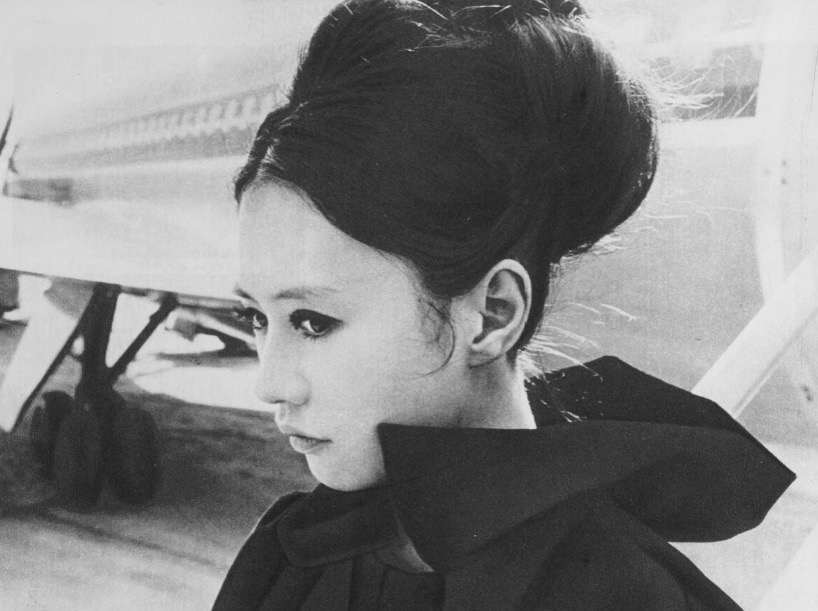
Mariko Kaga dans Le Silence sans ailes (1966).

### Cinéma
- 1962 : Les Larmes sur la crinière du lion (涙を、獅子のたて髪に, Namida o shishi no tategami ni?) de Masahiro Shinoda : Yuki
- 1963 : Tsumujikaze (つむじ風?) de Noboru Nakamura
- 1963 : La Légende du combat à mort (死闘の伝説, Shitō no densetsu?) de Keisuke Kinoshita
- 1964 : Fleur pâle (乾いた花, Kawaita hana?) de Masahiro Shinoda : Saeko
- 1964 : Les Lundis de Yuka (月曜日のユカ, Getsuyōbi no Yuka?) de Kō Nakahira : Yuka
- 1964 : Narazumono (ならず者?) de Teruo Ishii : Mari
- 1965 : Le Radis et la Carotte (大根と人参, Daikon to ninjin?) de Minoru Shibuya : Keiko Yamaki
- 1965 : Tristesse et beauté (美しさと哀しみと, Utsukushisa to kanashimi to?) de Masahiro Shinoda
- 1965 : Pays de neige (雪国, Yukiguni?) de Hideo Ōba : Yoko
- 1965 : Les Plaisirs de la chair (悦楽, Etsuraku?) de Nagisa Ōshima : Shoko
- 1966 : Le Silence sans ailes (とべない沈黙, Tobenai chinmoku?) de Kazuo Kuroki
- 1967 : Les Trois Visages de l'amour (惜春, Sekishun?) de Noboru Nakamura
- 1967 : Refuser de devenir un homme (男なら振りむくな, Otoko nara furimukuna?) de Yoshitarō Nomura
- 1968 : Le Moment du doute (不信のとき, Fushin no toki?) de Tadashi Imai
- 1968 : Mon destin (わが闘争, Waga toso?) de Noboru Nakamura
- 1970 : Jaga wa hashitta (豹は走った?) de Kiyoshi Nishimura
- 1971 : 3000 kiro no wana (３０００キロの罠?) de Jun Fukuda : Namiko Kusumoto
- 1971 : Chimimoryo, une âme au diable (闇の中の魑魅魍魎, Yami no naka no chimimoryo?) de Kō Nakahira : Tokuhime
- 1971 : Tabiji ofukuro-san yori (旅路 おふくろさんより?) de Kōichi Saitō
- 1972 : Nippon sanjūshi: Osaraba Tokyo no maki (にっぽん三銃士 おさらば東京の巻?) de Kihachi Okamoto : Kiki
- 1976 : Le Pavillon d'or (金閣寺, Kinkaku-ji?) de Yōichi Takabayashi :
- 1977 : Mont Hakkoda (八甲田山, Hakkodasan?) de Shirō Moritani : Taeko Tokushima
- 1977 : Edogawa Ranpo no injū (江戸川乱歩の陰獣?) de Tai Katō
- 1980 : Yūgure made (夕暮まで?) de Kazuo Kuroki : Yuko
- 1981 : La Rivière de boue (泥の河, Doro no kawa?) de Kōhei Oguri : Shoko Matsumoto
- 1981 : Lettre d'amour (ラブレター, Rabu retā?) de Yōichi Higashi
- 1981 : Brumes de chaleur (陽炎座, Kagerō-za?) de Seijun Suzuki : Mio
- 1982 : La Rivière Dotonbori (道頓堀川, Dōtonborigawa?) de Kinji Fukasaku
- 1982 : Daiamondo wa kizutsukanai (ダイアモンドは傷つかない?) de Toshiya Fujita
- 1983 : La Rivière du retour (もどり川, Modori-gawa?) de Tatsumi Kumashiro : Ayano
- 1984 : Aijō monogatari (愛情物語?) de Haruki Kadokawa
- 1984 : Journal d'errance d'un joueur de mah-jong (麻雀放浪記, Mahjong hōrōki?) de Makoto Wada : Mama
- 1985 : Haru no kane (春の鐘?) de Koreyoshi Kurahara
- 1987 : Koibito-tachi no jikoku (恋人たちの時刻?) de Shin'ichirō Sawai
- 1988 : Aoi sanmyaku '88 (青い山脈 ’８８?) de Kōichi Saitō : Kyoko Hayashi
- 1989 : Festival du rêve (夢の祭り, Yume no matsuri?) de Hideo Osabe : Yuki
- 1990 : Tobu yume o shibaraku minai (飛ぶ夢をしばらく見ない?) d'Eizō Sugawa
- 1992 : Kira kira hikaru (きらきらひかる?) de Jōji Matsuoka
- 1995 : Love Letter de Shunji Iwai : Yasuyo Fujii
- 2011 : Yōkashiten koandoru (洋菓子店コアンドル?) de Yoshihiro Fukagawa (ja)
- 2011 : Kamisama no karute (神様のカルテ?) de Yoshihiro Fukagawa
- 2017 : Sakuradarisetto (サクラダリセット?) de Yoshihiro Fukagawa

### Télévision
- 1998 : For Lonely Little You (ひとりぼっちの君に, hitoribotchi no kimi ni?)[3] : Yōko Hoshino (série TV)
- 2000-2002 : My Blue Sky (私の青空, Watashi no aozora?)[3] : Tamae (série TV)
- 2005 : Hana yori dango (花より男子?) : Kaede Domyoji (série TV)

## Distinctions
Sauf indication contraire, les informations mentionnées dans cette section peuvent être confirmées par la base de données cinématographiques IMDb,  présente dans la section « Liens externes ».

### Récompenses
- 1968 : prix Kinokuniya de théâtre
- 1981 : Blue Ribbon Award de la meilleure actrice dans un second rôle pour son interprétation dans Yūgure made[7]
- 1982 : prix Kinema Junpō de la meilleure actrice dans un second rôle pour ses interprétations dans La Rivière de boue et Brumes de chaleur[8]
- 2011 : Nikkan Sports Film Award de la meilleure actrice dans un second rôle pour ses interprétations dans Yōkashiten koandoru et Kamisama no karute[9]
- 2014 : prix Kinuyo Tanaka lors de la 68e édition des Prix du film Mainichi pour l'ensemble de sa carrière[2],[10],[11]

### Nominations
- 1982 : prix de la meilleure actrice dans un second rôle aux Japan Academy Prize pour La Rivière de boue, Lettre d'amour et Brumes de chaleur[12]
- 1983 : prix de la meilleure actrice dans un second rôle aux Japan Academy Prize pour La Rivière Dotonbori et Daiamondo wa kizutsukanai[13]